# Însemnări ieșene
Însemnări ieșene este o publicație democratică apărută la Iași între 1 ianuarie 1936 și 1 octombrie 1940 sub conducerea lui Mihail Sadoveanu, George Topîrceanu (până în mai 1937), Mihai Codreanu și Grigore T. Popa (până în 1940). Revista are un profil destul de larg, incluzând articole și studii, eseuri, versuri, nuvele, cronici literare, teatrale, artistice, muzicale, recenzii de cărți, etc. Ea proclama ideea: „specificul național și limba populară trebuie să-și urmeze valorificarea în arta scrisă.” Deși a avut o durată de viață scurtă, de numai 5 ani, ea a reușit să se impună rapid pe scena culturală a epocii.
În prezent revista se află sub egida UMF Iași și este sponsorizată de Uniunea Scriitorilor din România.